# Peter Guarasci
Peter Anthony Guarasci , (nacido el  25 de febrero de 1974 en Niagara Falls, Canadá) es un exjugador de baloncesto canadiense. Con 2.04 de estatura, su puesto natural en la cancha era el de ala-pívot.

## Trayectoria
- Universidad de Fairfield Stags (1992-1996)
- Universidad de Simon Fraser (1995-1996)
- Victoria Libertas Pesaro (1996-1999)
- Skyliners Frankfurt (1999-2000)
- Roseto Basket (2000-2001)
- CB Sevilla (2001-2002)
- Crabs Rimini (2003-2004)
- Pallacanestro Reggiana (2004-2005)
- Crabs Rimini (2005-2008)

## Participaciones en mundiales y Juegos Olímpicos
Participó con Canadá en los siguientes eventos:
- Mundial Grecia 1998 12/16
- JJ. OO. Sídney 2000 7/12